# Marsilius von Inghen

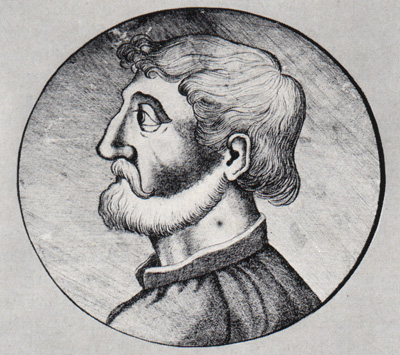
Marsilius von Inghen; zeitgenössische Zeichnung.

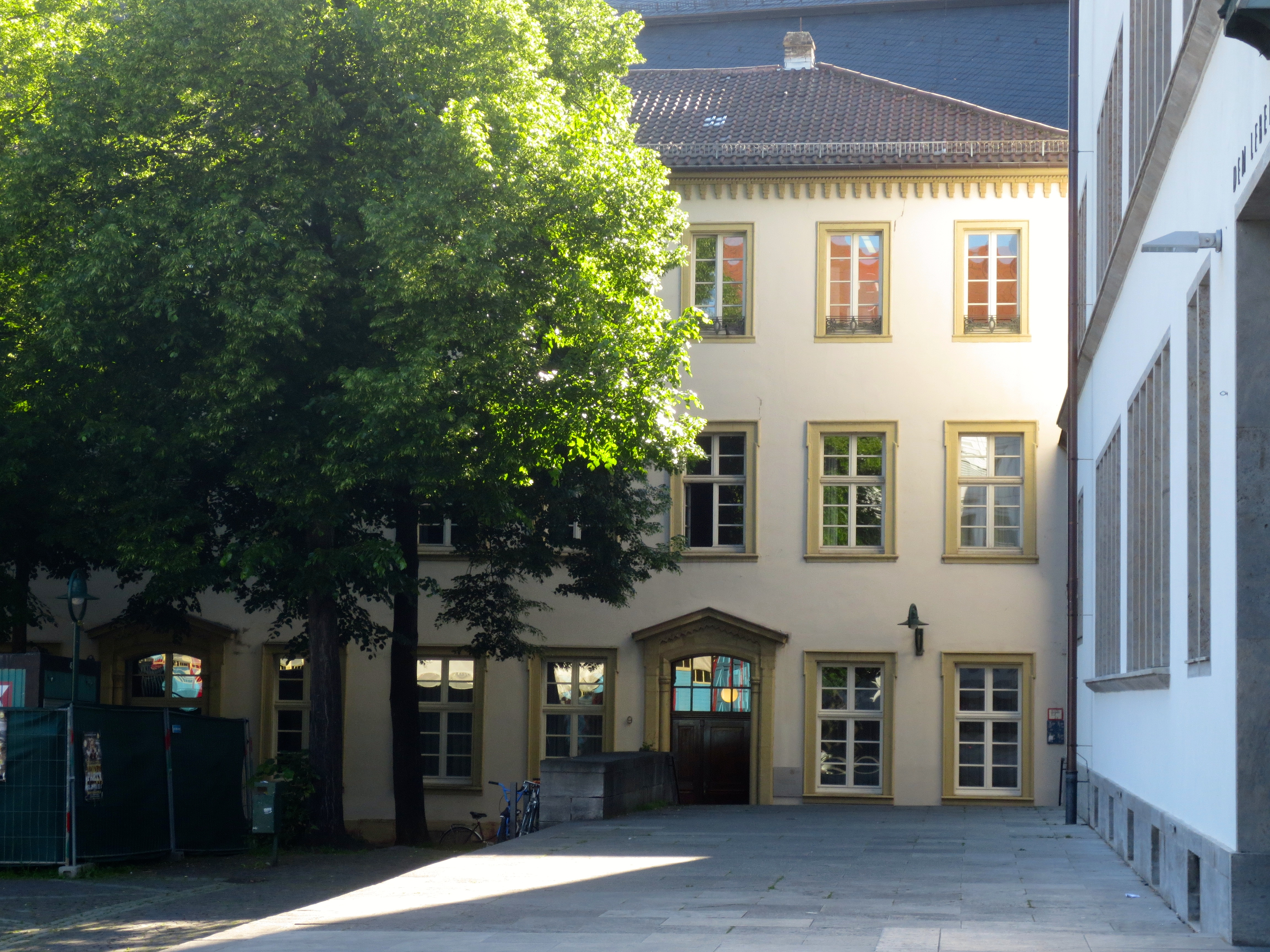
Augustinergasse Durchgang zum Marsiliusplatz zwischen den Gebäuden

Marsilius von Inghen (* zwischen 1335 und 1340 in der Nähe von Nimwegen, Provinz Gelderland; † 20. August 1396 in Heidelberg, Kurpfalz) war von 1362 bis 1378 Magister an der Universität Paris sowie von 1386 bis 1396 an der Universität Heidelberg. Er schrieb mehrere Kommentare zu Werken des Aristoteles über Logik, Naturphilosophie und Metaphysik, wobei er einen nominalistischen Standpunkt vertrat.

## Leben und Wirken
Genaueres zu seinem Elternhaus und seiner Jugend ist nicht bekannt. Das erste nachweisbare Datum zu seiner Biografie ist der 27. September 1362. An diesem Tag hielt er seine Antrittsvorlesung als Magister artium an der Universität Paris. Dort nahm er seine Arbeit auf und war 1367 und 1371 auch Rektor der Universität. Nebenbei studierte er auch Theologie. Seine Vorlesungen erfreuten sich großer Popularität. 1378 war Marsilius der Delegierte der Universität Paris am Hof von Papst Urban VI. in Tivoli. 1379 bat er seinen Kollegen Hugh von Hervort, seine Interessen in Paris zu vertreten.
Nach 1379 wird der Name von Marsilius von Inghen nicht mehr in den Aufzeichnungen der Universität Paris erwähnt. Vermutlich wurde er durch das Schisma von 1378 vertrieben.
Ab 1386 war Marsilius Magister an der Universität Heidelberg, die er in jenem Jahr unter dem Kurfürsten Ruprecht I. mit gegründet hatte und an der er insgesamt neun Mal als Rektor amtierte: Von 1386, dem Gründungsjahr der Universität, bis 1392 und nochmals vom 23. Juni bis zu seinem Tod am 20. August 1396. Von 1389 bis 1390 war er dafür verantwortlich, das Universitätsregister nach Rom zu transferieren. Danach nahm er wieder das Studium der Theologie auf. Als erstem Theologen wurde ihm in Heidelberg die Doktorwürde verliehen.

Schon wenig später verstarb Marsilius von Inghen dort und wurde in der Heidelberger Peterskirche begraben. Sein Grab ist nicht mehr erhalten, jedoch wurde 2011, zum 625. Jubiläum der Universität, eine Gedenkplatte in der südlichen Seitenkapelle, der Universitätskapelle, errichtet. Im Rektorenbuch der Universität Heidelberg hat Rektor Johann van de Noet den Tod des Vorgängers in folgenden Worten festgehalten:

„Im Jahre 1396, am 20. August, dem Tag des Heiligen Bernhard (von Clairvaux), starb der ehrwürdige Mann, Magister Marsilius von Inghen, Kanoniker und Thesaurar des St. Andreas-Stifts in Köln, der Gründer und Anheber dieser unserer Universität, ein hervorragender Doktor der Heiligen Theologie, der hier als erster promoviert worden ist. Er hat unserer Universität zahlreiche Handschriften theologischen und philosophischen Inhalts zusammen mit anderen Wertsachen vermacht. Er war Rektor und ist in der Peterskirche im Chor vor dem Hauptaltar begraben. Seine Seele ruhe in Frieden.“

## Ehrungen
- 2015 wurden auf dem Heidelberger Campus Im Neuenheimer Feld die nach dem Gründungsrektor benannten „Marsiliusarkaden“ errichtet.
- 2007 gründete die Universität Heidelberg ein Center for Advanced Studies und nannte es zu Ehren von Marsilius von Inghen Marsilius-Kolleg.
- 1931 wurde ein Platz in der Heidelberger Altstadt nach dem ersten Rektor der Heidelberger Universität benannt.

## Marsiliusplatz, Ausblicke, Universitätsplatz und Augustinergasse

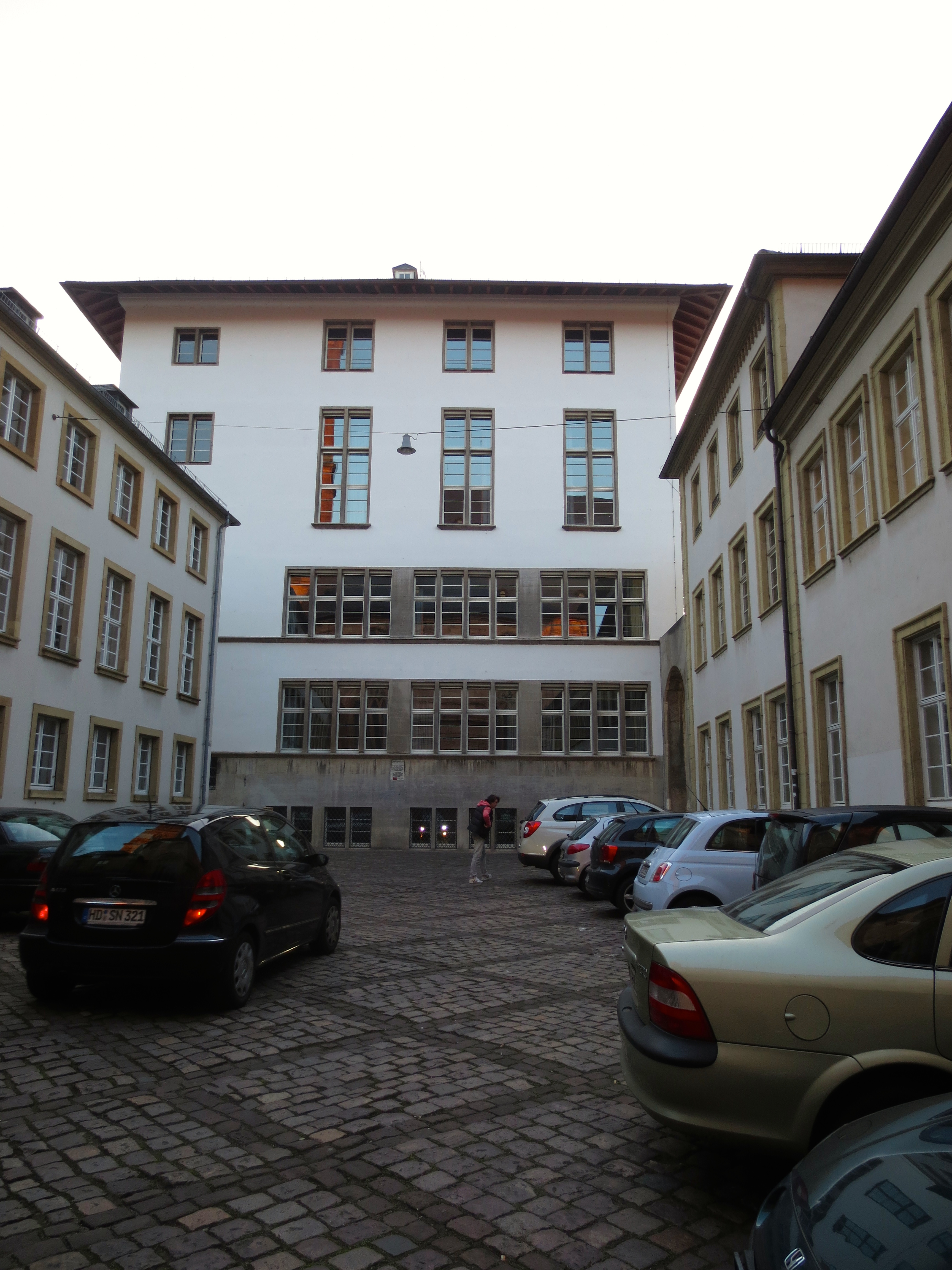
Blick auf den Marsiliusplatz mit der Neuen Universität, Bildmitte
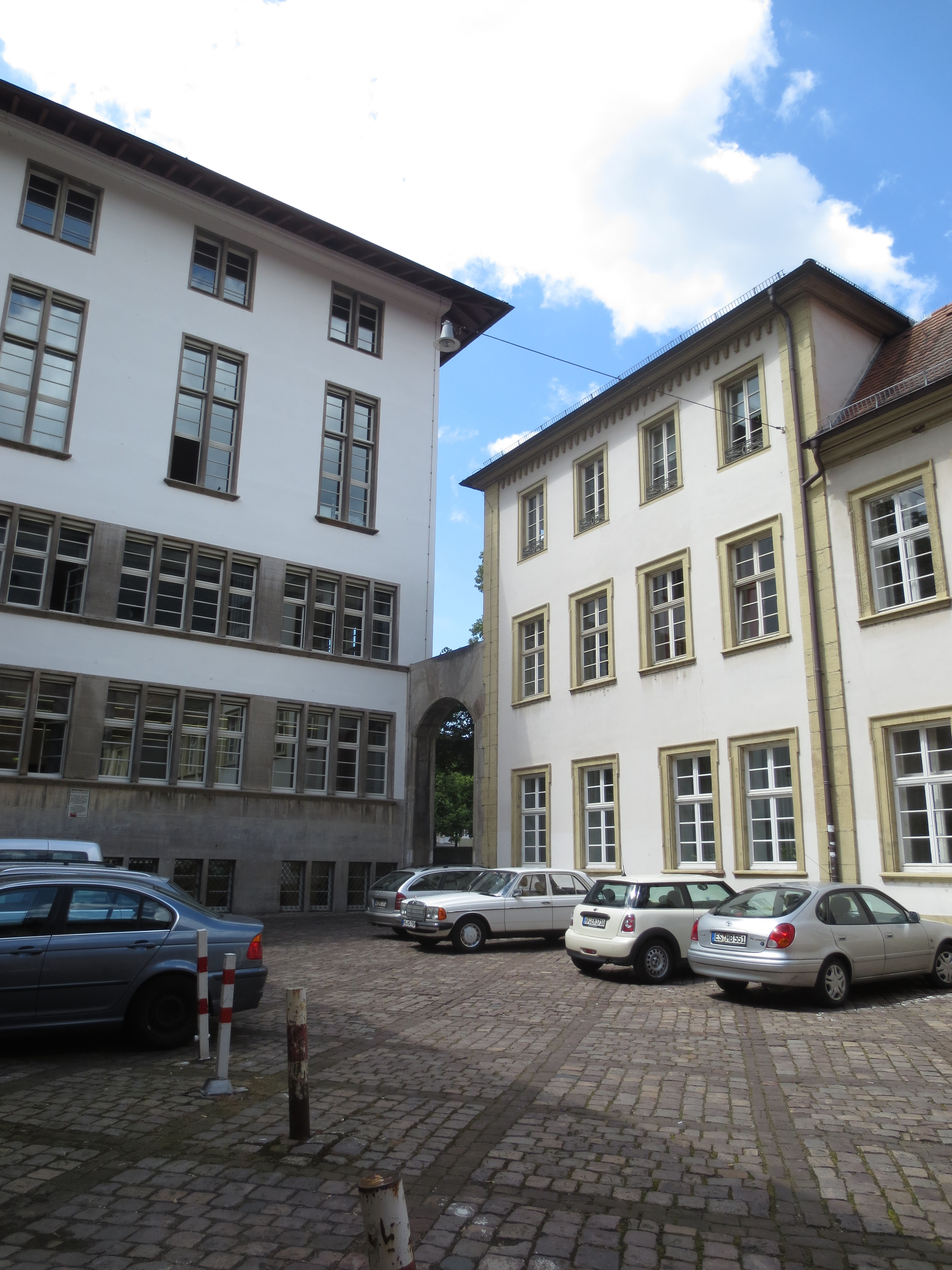
Blick von der Schulgasse auf den Marsiliusplatz
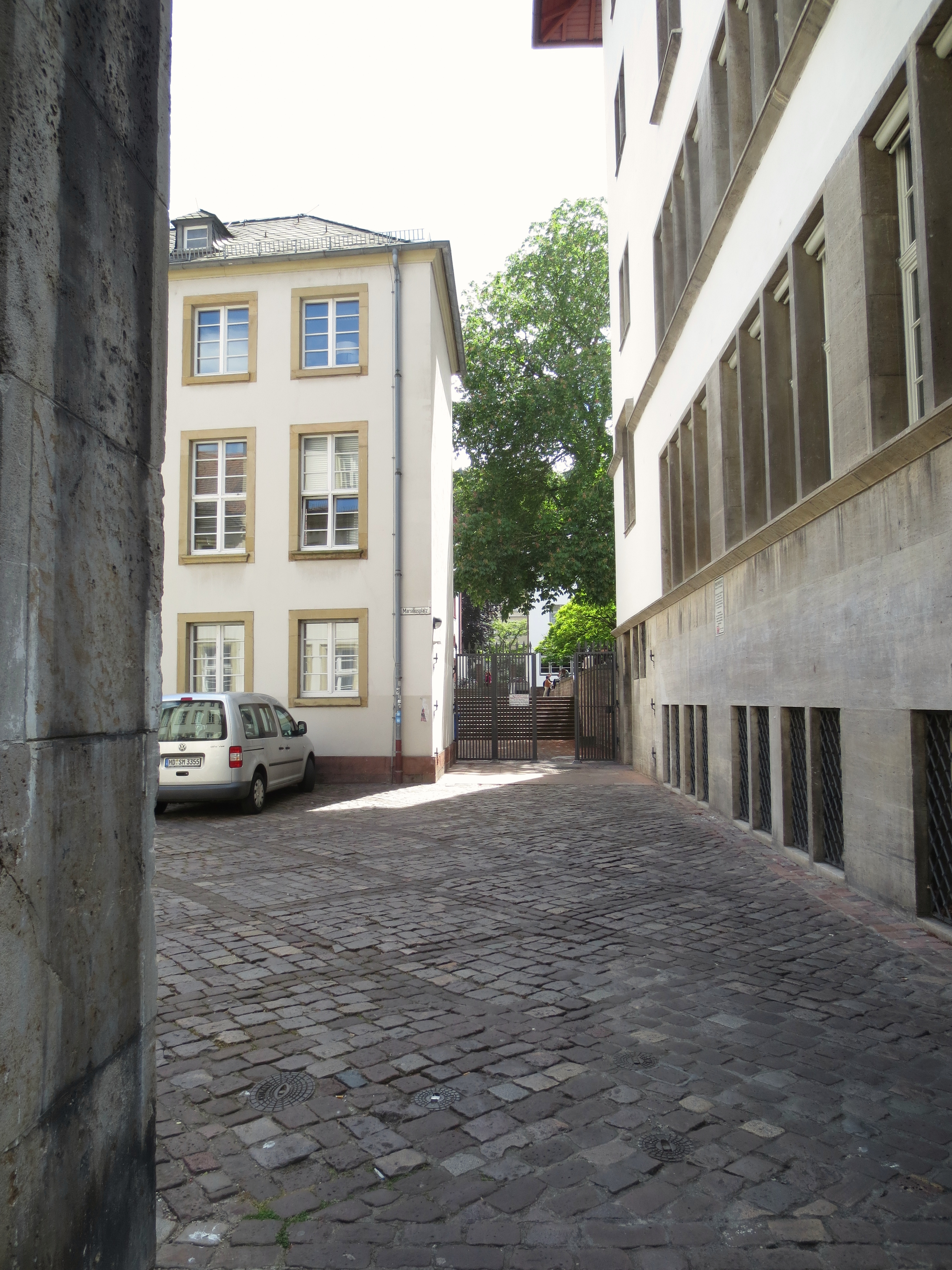
Blick vom Marsiliusplatz auf den Innenhof der Neuen Universität
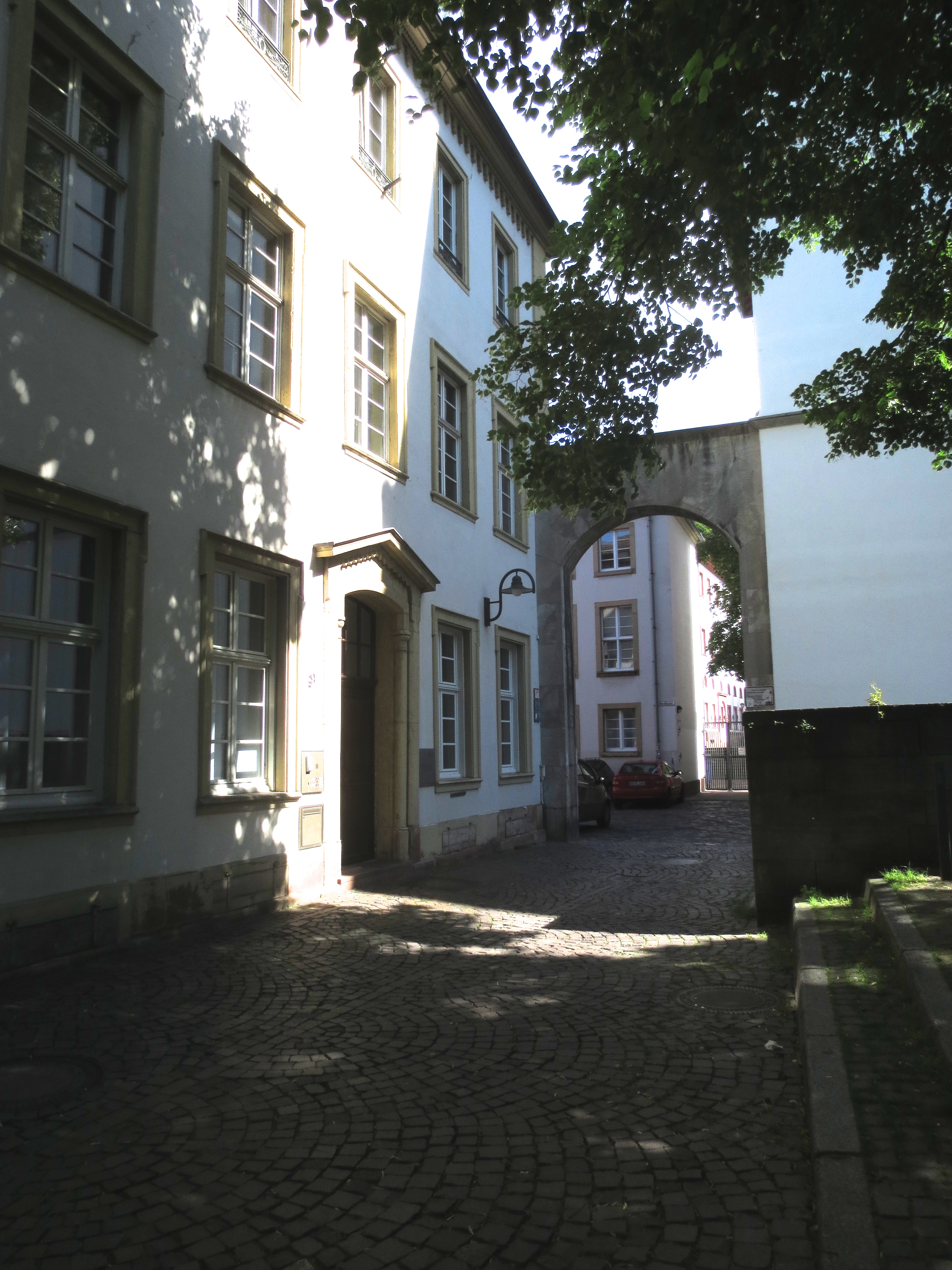
Blick von der Augustinergasse zum Marsiliusplatz